# Calopyxis
Calopyxis  es un género con 25 especies de plantas con flores en la familia de las  Combretaceae. 
Está considera un sinónimo del género Combretum Loefl.

## Especies seleccionadas
| - Calopyxis alata Tul. - Calopyxis ambongensis H.Perrier - Calopyxis bernieriana (Tul.) H.Perrier - Calopyxis brevistyla H.Perrier - Calopyxis coursiana H.Perrier |